# 八銖錢
八銖錢，一種漢初的貨幣型制。八銖錢屬於半兩錢的一種，通行於前漢呂后二年至六年間（前186年至前182年）。法定直徑依張家山漢簡《二年律令》可知必在1.86公分以上，依法並無法定重量，但大致為八銖重。其因漢高帝莢錢（一銖）型制過輕而加以發行，後以八銖錢價值過高，對小額貿易極端不便，故旋於呂后六年廢止，改行五分半兩錢。